# Кривуша (заказник)
Криву́ша  — ботанічний заказник місцевого значення в Україні. Розташований на південний схід від села Кривуша Семенівського району Чернігівської області.

## Загальні відомості
Ботанічний заказник місцевого значення «Кривуша» створений рішенням Чернігівського облвиконкому від 4 грудня 1978 року № 529. 
Заказник загальною площею 433 га розташований на землях Семенівського лісництва, кв. 49-56.

### Території природно-заповідного фонду в складі ЗК «Кривуша»
Нерідко, оголошенню заказника передує створення одного або кількох об'єктів природно-заповідного фонду місцевого значення. В результаті, великий ЗК фактично поглинає раніше створені ПЗФ. Проте їхній статус зазвичай зберігають. 
До складу території заказника місцевого значення «Кривуша» входять такі об'єкти ПЗФ України: 
- Гідрологічний заказник місцевого значення «Гало»
- Гідрологічний заказник місцевого значення «Рутське»

## Завдання
- збереження високопродуктивного, переважно соснового лісу віком 30-50 років. У трав'яному покрові — золототисячник, зубрівка, суниця;
- охорона умов відтворення, відновлення чисельності рідкісних рослин та тварин;
- проведення наукових досліджень і спостережень;
- підтримання загального екологічного балансу в регіоні;
- поширення екологічних знань тощо.